# Birdman (chanson de Ride)
Pour les articles homonymes, voir Birdman.
Singles de Ride
Twisterella How Does It Feel To Feel?
Pistes de Carnival Of Light
Only Now Crown of Creation
Birdman est une chanson du groupe anglais Ride, parue en single en avril 1994. Elle a culminé à la 38e place du UK Singles Chart et à la 33e place en Suède. Toutes les faces B, à l'exception de Rolling Thunder #2, ont été publiées sur la réédition de l'album Carnival of Light, en 2001. Seule Don't Let It Die est signée Mark Gardener, les autres chansons ayant été composées par Andy Bell.

## Titres
1. Birdman - 6:39
2. Rolling Thunder #2 - 1:06
3. Let's Get Lost - 3:54
4. Don't Let It Die  - 3:12